# Agrostis campestris
Agrostis campestris é uma espécie de gramínea do gênero Agrostis, pertencente à família Poaceae.